# 交连假瘤蕨
交连假瘤蕨（学名：Phymatopteris conjuncta）为水龙骨科假瘤蕨属下的一个种。

## 扩展阅读
- 維基物種上的相關：交连假瘤蕨